# Jacques Mieses
Jacques Mieses (27. února 1865, Lipsko – 23. února 1954, Londýn) byl německý, po druhé světové válce britský šachista a šachový spisovatel.

## Život
Mieses se narodil dne 27. února 1865 v Lipsku jako Jakob Mieses. Navštěvoval místní školu Thomasschule zu Leipzig. V roce 1885 odešel studovat přírodní vědy nejdřív na Lipskou univerzitu, později na berlínskou univerzitu Fridricha Viléma. Zde se stal členem Berlínské šachové společnosti. Jeho první velký úspěch přišel v roce 1888, kdy na mezinárodním v Lipsku skončil na třetím místě. Jeho nejlepší turnajový výsledek přišel v roce 1907, kdy vyhrál s 10 ze 13 bodů turnaj ve Vídni. Skončil tak například před Oldřichem Durasem či Saviellym Tartakowerem.
Odehrál také několik zápasů, mj. i s Davidem Janowskim. Zúčastnil se několika turnajů v Československu.
V roce 1927 se zúčastnil šachové olympiády. V roce 1950 obdržel od FIDE titul šachového velmistra a z toho důvodu je považován za prvního britského velmistra.